# Peter Lawford
Peter Sydney Lawford, född 7 september 1923 i London, Storbritannien, död 24 december 1984 i Los Angeles, Kalifornien, USA, var en brittisk-amerikansk skådespelare och artist.

## Biografi
Peter Lawfords far Sidney Lawford var även han skådespelare. Peter fick tillbringa sin barndom i Frankrike och började med teater redan som ung. Strax innan andra världskriget bröt ut blev han erbjuden ett kontrakt hos filmbolaget MGM. Hans första större film blev En yankee hela dan från 1942; i den fick han spela en snobb mot bland annat Mickey Rooney. Filmen blev en succé och hans insats fick bra kritik. Framgångarna fortsatte med filmer som Dovers vita klippor (1944), Dorian Grays porträtt och Lassies son (1945). I en omröstning som en filmtidning gjorde så blev han utvald till den populäraste skådespelaren i Hollywood, och han fick nu in en stor mängd beundrarbrev varje vecka.
År 1946 medverkade han bland annat i Husan som inte visste sin plats och i Guld i strupen; vid det här laget fick han spela den manliga huvudrollen i de flesta av sina filmer. 1947 fick han för första gången spela mot Frank Sinatra, det gjorde han i musikalen Drömmarnas bro, där han fick göra sitt första musikalnummer. Senare samma år medverkade han i sin första komedi, Bror min, hästen och jag. Sin allra största framgång på film kom även detta år. Det skedde med filmen Leve kärleken där han fick både dansa och sjunga. Andra viktiga filmer det följande åren var På en ö med dej, En dans med dej (båda 1948) samt Unga kvinnor från 1949.
Från slutet av 1950-talet var han en av medlemmarna i Rat Pack, en artistgrupp som i övrigt bestod av Frank Sinatra, Dean Martin, Joey Bishop och Sammy Davis Jr. Gruppen gjorde även några filmer tillsammans, bland annat Storslam i Las Vegas.
Under slutet av sitt liv missbrukade Lawford droger och alkohol. Missbruket påverkade hans karriär. Han fick hoppa in i mindre roller i diverse olika TV-serier, bland annat Kärlek ombord, Fantasy Island och The Doris Day Show; dessutom medverkade han då och då i frågesportprogram.

### Privatliv
Peter Lawford var gift 1954–1966 med Patricia Kennedy, syster till president John F. Kennedy, och hade med henne fyra barn. Därefter var han gift ytterligare tre gånger.

## Filmografi i urval
- 1979 – Kärlek ombord (TV-serie)
- 1976 - Won Ton Ton - underhunden
- 1975 - Operation Rosebud
- 1974 - That's Entertainment!
- 1972 - Tränad att döda?
- 1971 - Andra gången gillt
- 1970 - Två vita och en brun
- 1969 - April april
- 1969 - Bakom flötet!
- 1968 - Tack för senast, Mrs Campbell
- 1966 - Vägen till Oscar
- 1965 - Blonda bombnedslaget
- 1965 – Sylvia
- 1964 - Vem ligger i min grav?
- 1962 - Den längsta dagen
- 1962 - Storm över Washington
- 1960 - Storslam i Las Vegas
- 1960 - Exodus
- 1959 - Attack i Burma
- 1954 - Sånt händer med flickor
- 1952 - Timmen 13
- 1952 - Med lyckligt slut
- 1952 - Känguru
- 1952 - För en gångs skull
- 1951 - Kungligt bröllop
- 1949 - Röda Donau
- 1949 - Unga kvinnor
- 1948 - Julia gör skandal
- 1948 - En dans med dej
- 1948 - På en ö med dej
- 1947 - Leve kärleken
- 1947 - Bror min, hästen och jag
- 1947 - Drömmarnas bro
- 1946 - Husan som inte visste sin plats
- 1946 - Guld i strupen
- 1946 - Ziegfeld Follies
- 1945 - Lassies son
- 1945 - Dorian Grays porträtt
- 1944 - Mrs. Parkington
- 1944 - Spöket på Canterville
- 1944 - Dovers vita klippor
- 1944 - Mark Twains äventyr
- 1943 - Bortom alla gränser
- 1943 - Korvett K-225
- 1943 - Sherlock Holmes möter döden
- 1943 - Sista paret ut
- 1943 - Upp i det blå
- 1943 - Pilot 5
- 1943 - Vi i vilda västern
- 1943 - Uppdrag i Bretagne
- 1943 - Den odödlige sergeanten
- 1942 - Slumpens skördar
- 1942 - Flygets käcka gossar
- 1942 - En yankee hela dan
- 1942 - Örneskadern
- 1942 - Mrs. Miniver
- 1938 - Lord Jeff